# Mélanie Chappuis

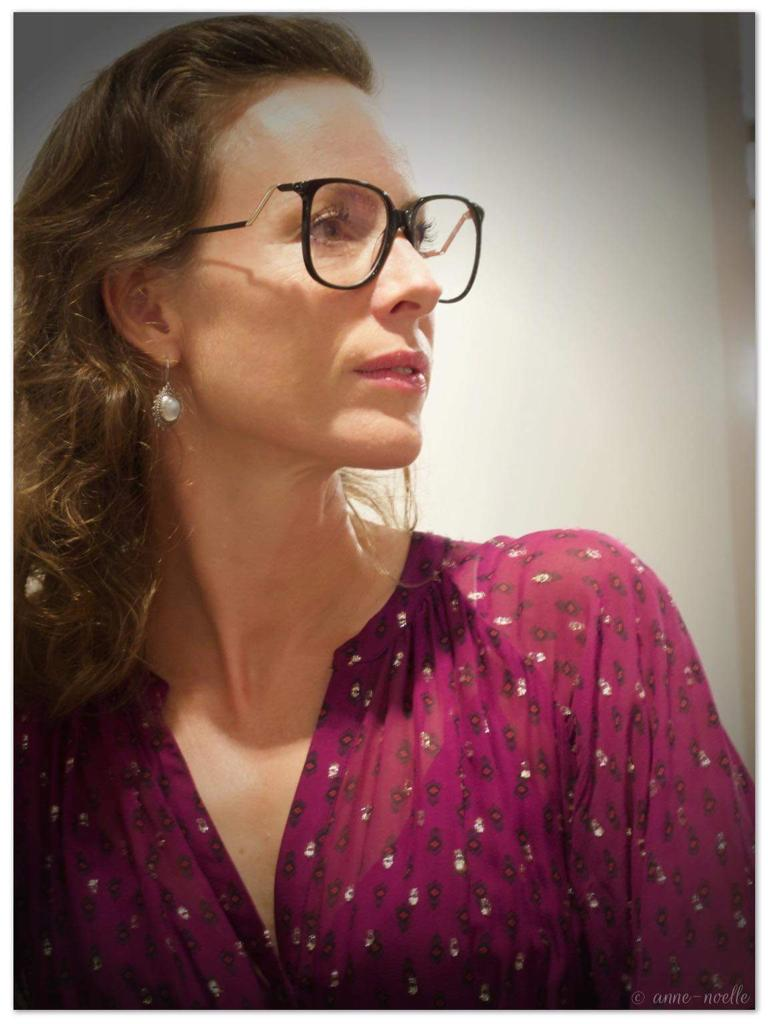
Mélanie Chappuis

Mélanie Chappuis (* 13. Januar 1976 in Bonn) ist eine Schweizer Autorin und Schriftstellerin und war Kolumnistin bei Le Temps.

## Leben
Als Diplomatentochter verbrachte Mélanie Chappuis ihre Kindheit in Guatemala, Nigeria, Argentinien, Bern und New York. An der Universität Genf studierte sie Literaturwissenschaften und erhielt das DEA (Diplôme d’études approfondies) am Europainstitut. Anschliessend war sie als Journalistin tätig und schrieb für verschiedene Zeitungen.
2008 veröffentlichte sie ihren ersten Roman Frida beim Schweizer Verlag Bernard Campiche, dessen Titel vom Lied Ces gens-là von Jacques Brel inspiriert ist. 2010 veröffentlichte sie ihren zweiten Roman mit dem Titel Des baisers froids comme la lune, dessen Titel vom Gedicht Le revenant von Charles Baudelaire abgeleitet wurde. 2011 erhielt sie ein Schreibstipendium des Schweizer Kantons Waadt für ihr drittes Buchprojekt. 2012 erhält sie sie den Prix de la relève des Kanton Waadt für ihr Buch Maculée conception, das sie 2013 veröffentlichte. Bis 2014 schrieb Mélanie Chappuis die wöchentliche Kolumne Dans la tête de… (deutsch Im Kopf von…) bei Le Temps.
Seit 2011 ist sie mit Zep, (bürgerlich Philippe Chappuis) verheiratet, der als Comic Zeichner von Titeuf bekannt ist. Mélanie Chappuis brachte zwei Kinder aus einer früheren Beziehung in die Ehe mit Philippe Chappuis.

## Werke
- 2008: Frida
- 2010: Des baisers froids comme la lune
- 2013: Maculée conception
- 2013: Dans la tête de… Chroniques
- 2015: L’empreinte amoureuse
- 2016: Un thé avec mes chères fantômes
- 2017: Ô vous, seurs humaines
- 2018: La Pythie